# 불설대승조상공덕경 권하
불설대승조상공덕경 권하(佛說大乘造像功德經 卷下)는 세종특별자치시 부강면에 있던 조선시대의 불경이다. 2012년 12월 31일 세종특별자치시의 유형문화재 제11호로 지정되었다가, 충청남도 공주시로 소유자 및 소재지가 변경됨에 따라 2015년 6월 10일 문화재 지정이 해제되었다.

## 개요
｢불설대승조상공덕경｣은 불상을 조성하는 공덕에 대하여 설한 경전이다. 이 ｢조상공덕경｣은 당의 제운반야가 2권으로 번역한 것 중의 하권으로 제1판의 내용이 결락되고 없다. 간행기록은 “임인세고려국대장도감봉칙조조”로 기록되어 있어 개판은 고려 고종 29(1242)년에 이루어졌음을 알 수 있으나, 묵색과 지질 등으로 미루어 조선초기에 인출된 것이 아닌가 한다. 처음부터 불상의 복장에 봉안할 목적으로 인경한 것으로 보인다. 본문은 23행이며 매행마다 14자씩이다. 크기는 세로 25.5㎝, 가로 652.0㎝이다. 전곽의 크기는 세로 26.8㎝, 가로 47.0㎝이다. 보존상태는 제1판의 결락을 제외하고는 양호한 편이다.

## 같이 보기
- 불설대승조상공덕경

## 참고 자료
- 불설대승조상공덕경 권하 - 국가유산청 국가유산포털